# 慈康邨
慈康邨（英語：Tsz Hong Estate）是香港公共屋邨之一，位於九龍黃大仙區慈雲山，由房屋署總建築師設計，並由金門建築承建。現由領先管理有限公司管理。

## 簡介

### 歷史
慈康邨座落於欣華街以南，本來為慈雲山新區第66座，此大廈亦為香港公營房屋中座號碼最大的一座，同時亦是香港房屋史上單一層數最多單位的大廈，5/F（六字樓）共有141個單位（該層向南凸出單位屬於自由間隔，其餘層數僅設106個固定單位，因此同邨第61座才是單一座數最多單位的大廈，而同邨第61至65座更是單一座數最多單位的建築羣），全座共15層住宅單位提供1575個租住單位；1980年慈雲山邨分拆五邨，該座劃入慈民邨，另加名稱民俊樓，後於1997年9月26日，連同已結束的五旬節聖潔會第二永光學校，以及慈雲山東區社區中心一併清拆重建為居屋慈安苑第三期。
按照原來的規劃，慈安苑三期將興建4幢康和一型第一款及1幢康和一型第二款大廈，但最後改為興建五座1999年版本新十字型大廈。
屋苑原本屬居屋第23期乙，因為居屋暫停發售一期，其後房委會於2001年將全部新樓宇改作公屋出租。基於方便管理的原則，前慈愛苑三期另行分拆為慈康邨，並把樓宇悉數更改為「康」字頭並另擬第二個漢字（而非原來重用慈安邨樓宇命名）的名稱。

### 現況
根據2016年中期人口普查及2021年人口普查結果，慈康邨的家庭收入中位數均為全港公共屋邨之中最高之一，亦比不少居屋及部份私人屋苑為高。

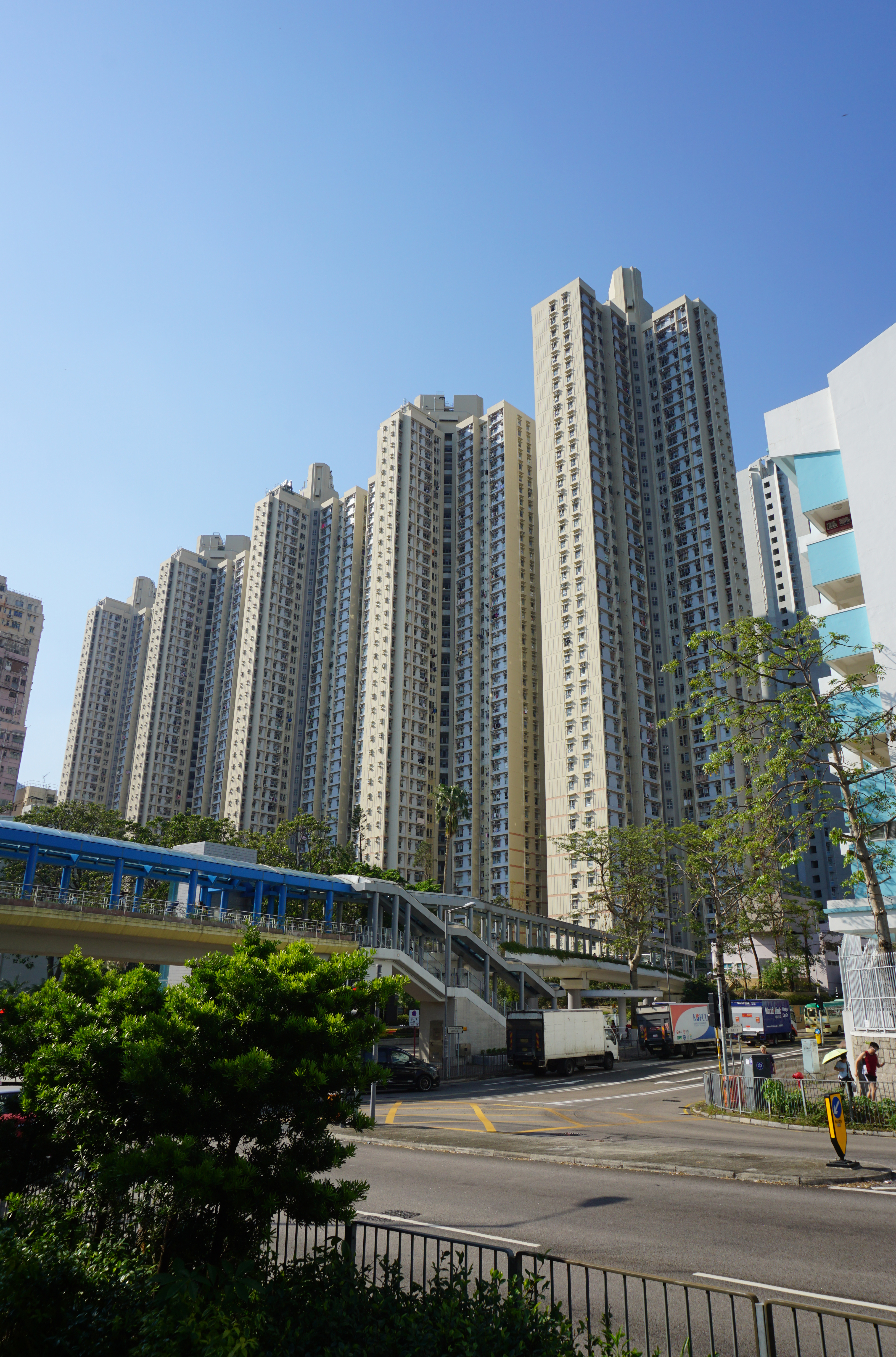
屋邨外觀
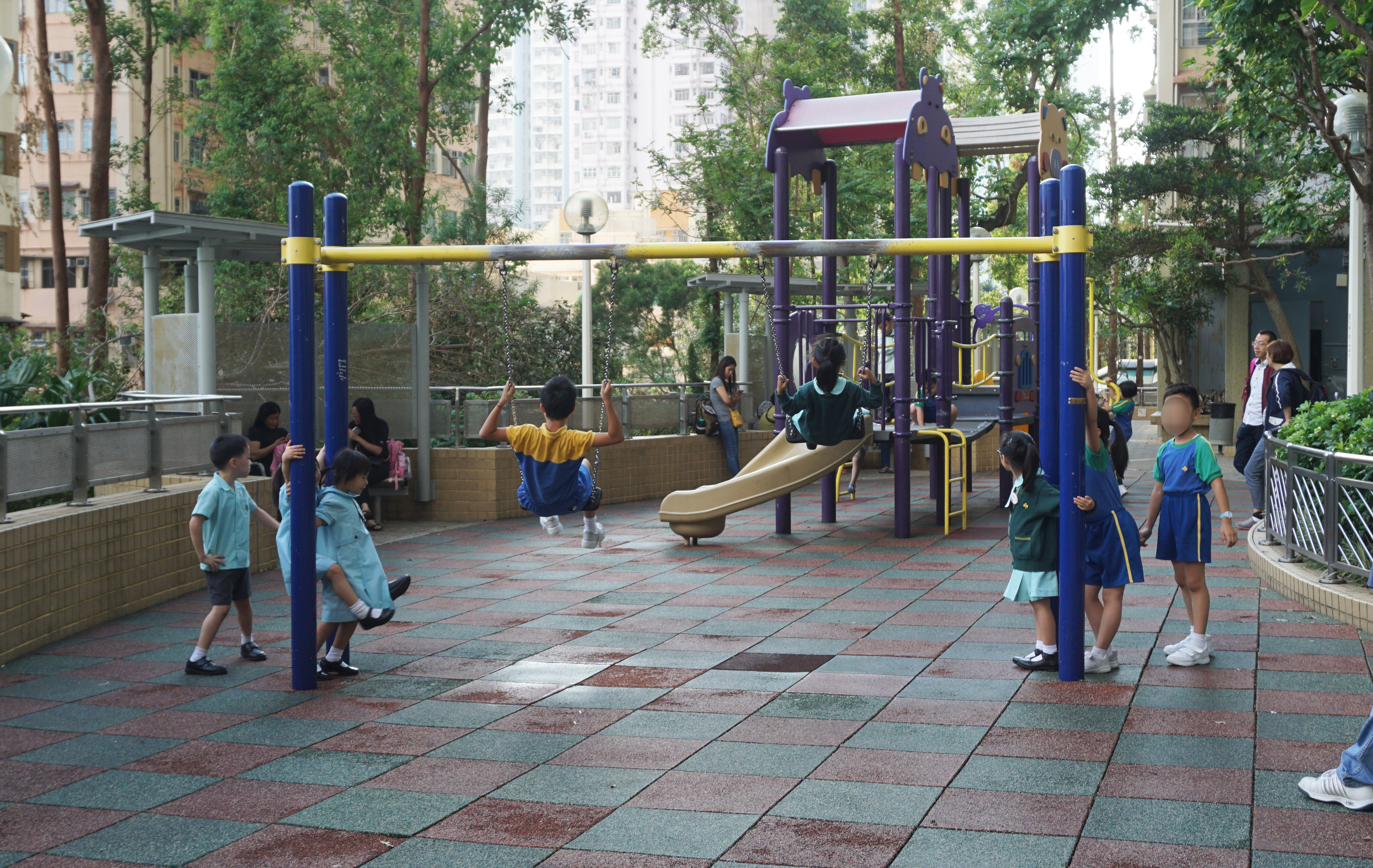
鞦韆
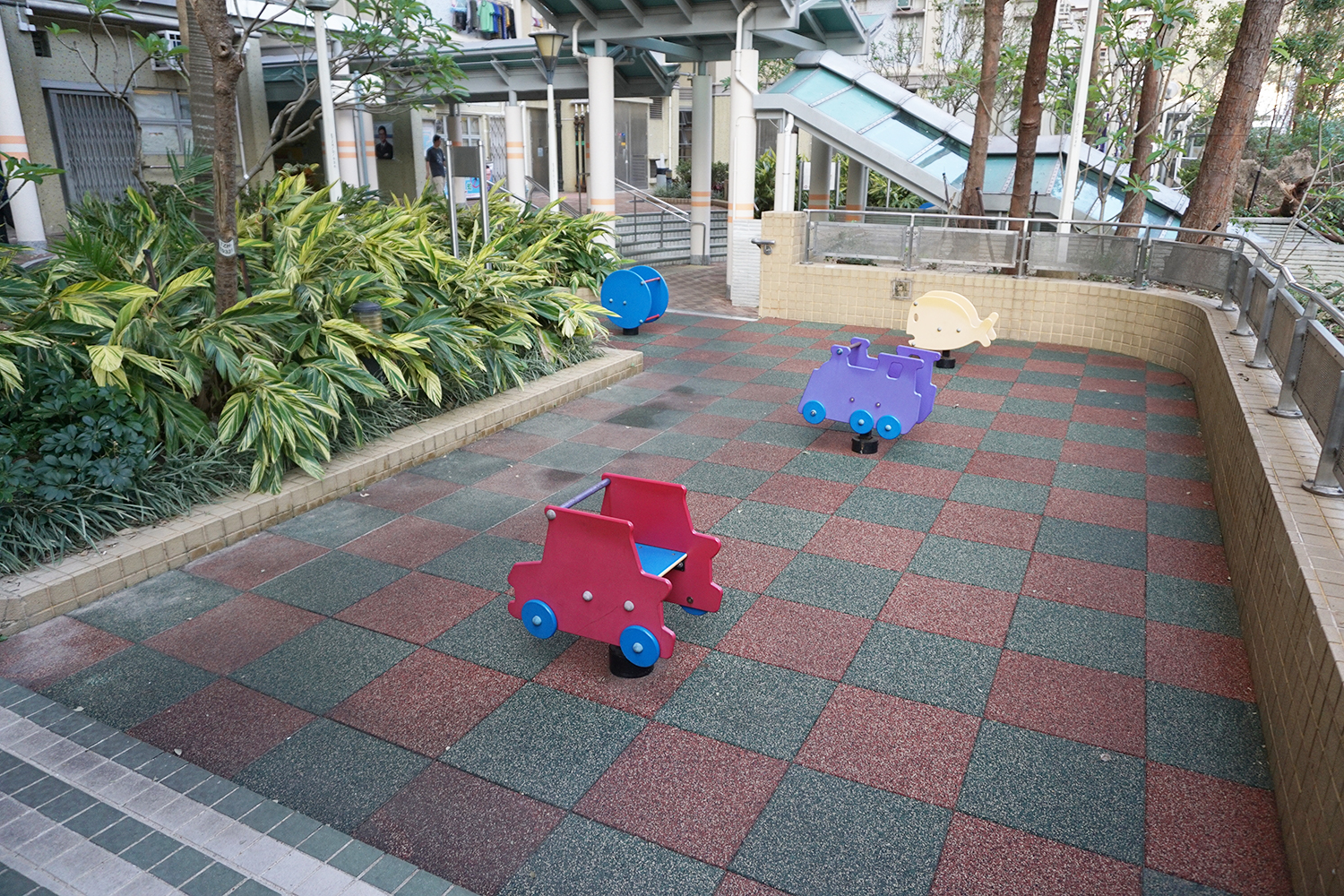
彈簧椅
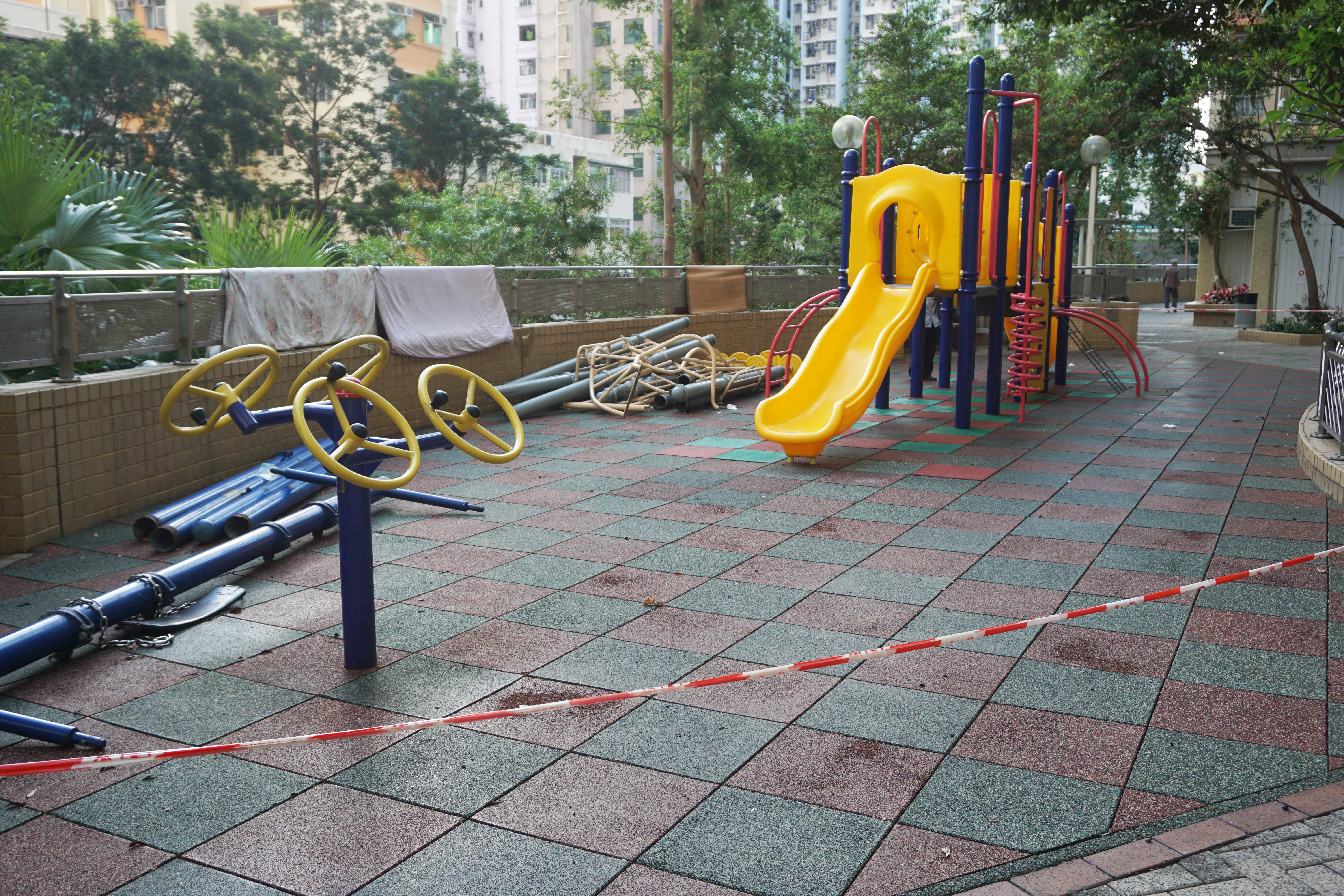
太極推手器
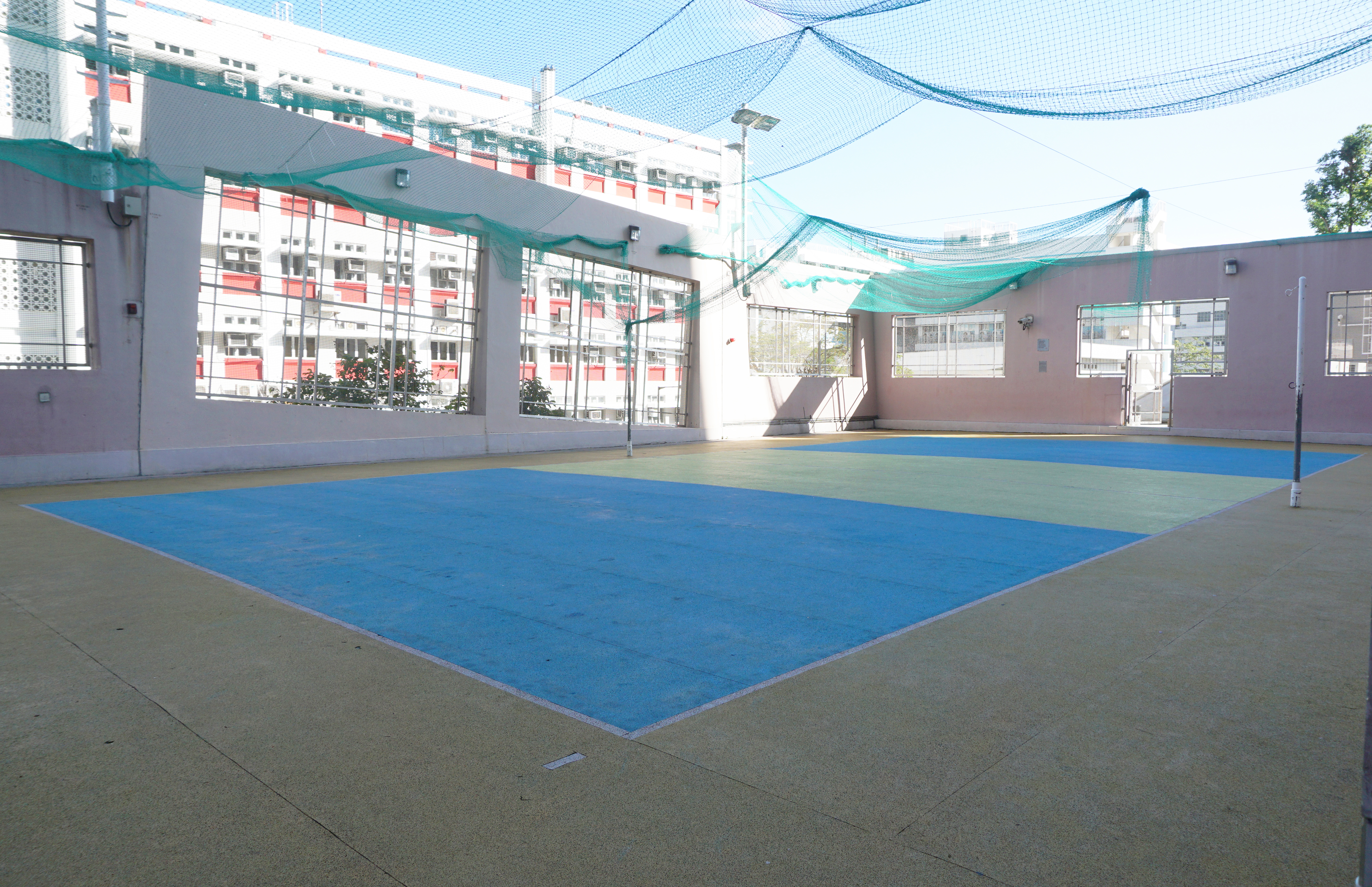
排球場
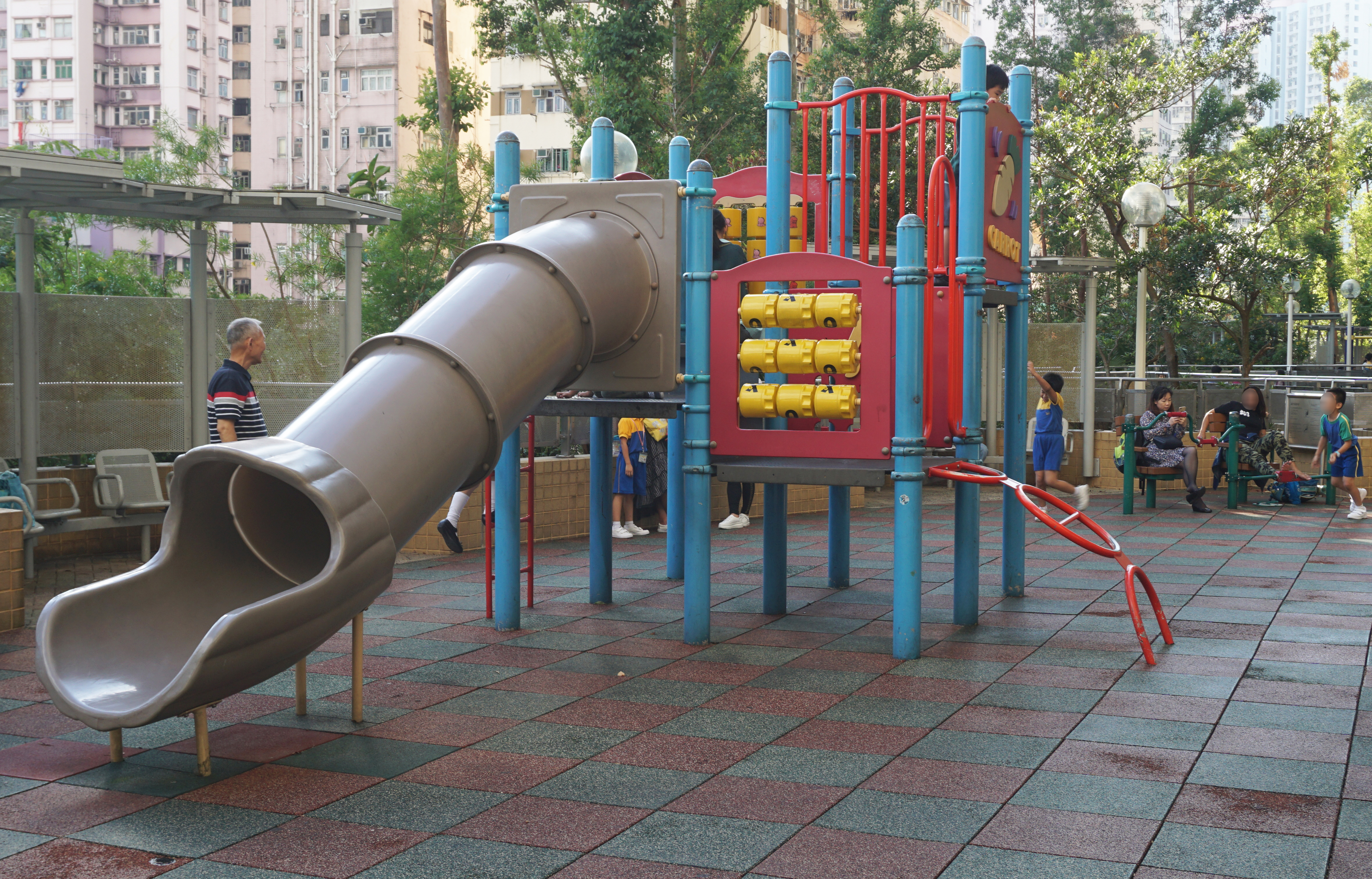
兒童遊樂場及健體區
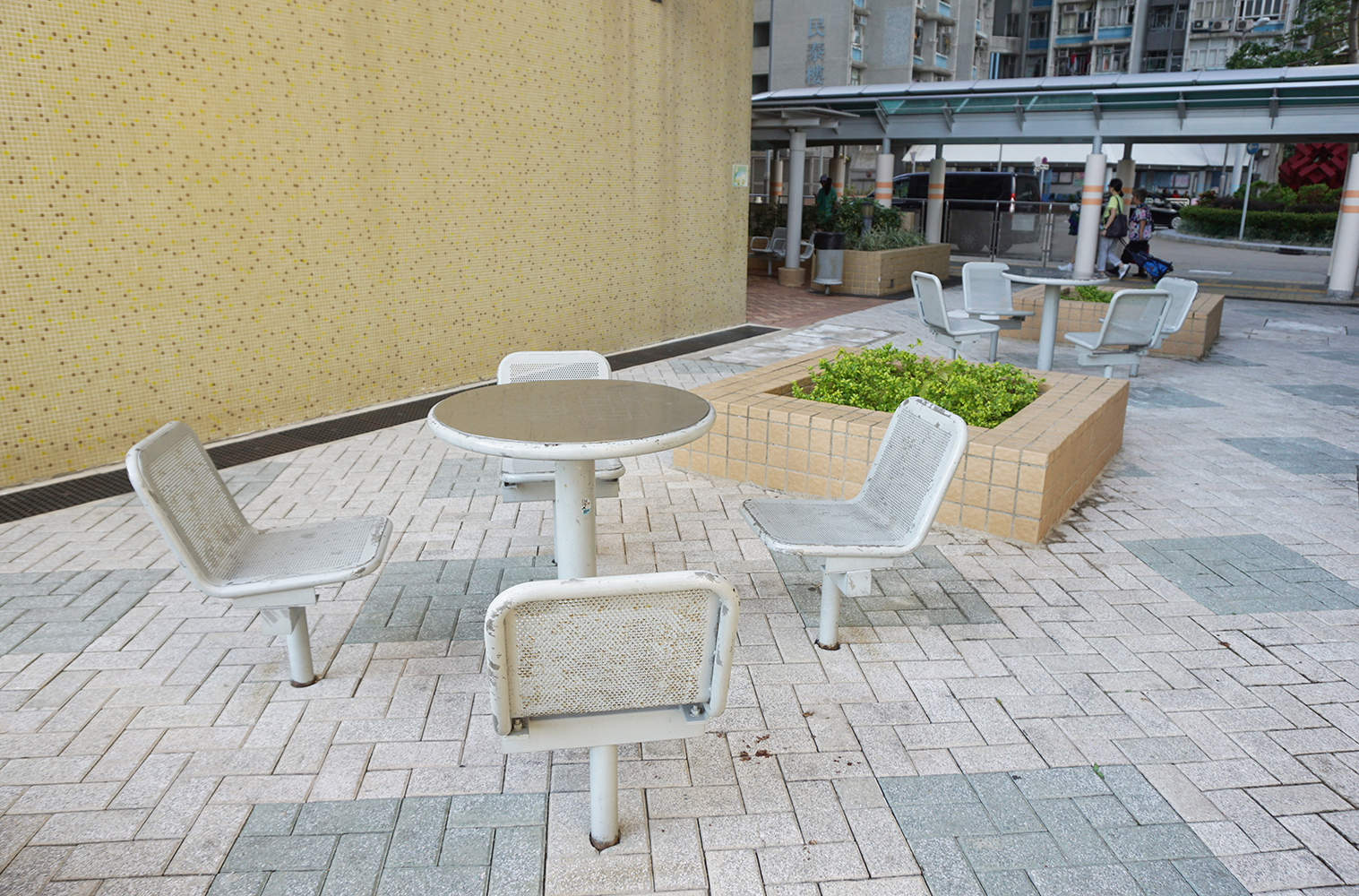
棋藝區
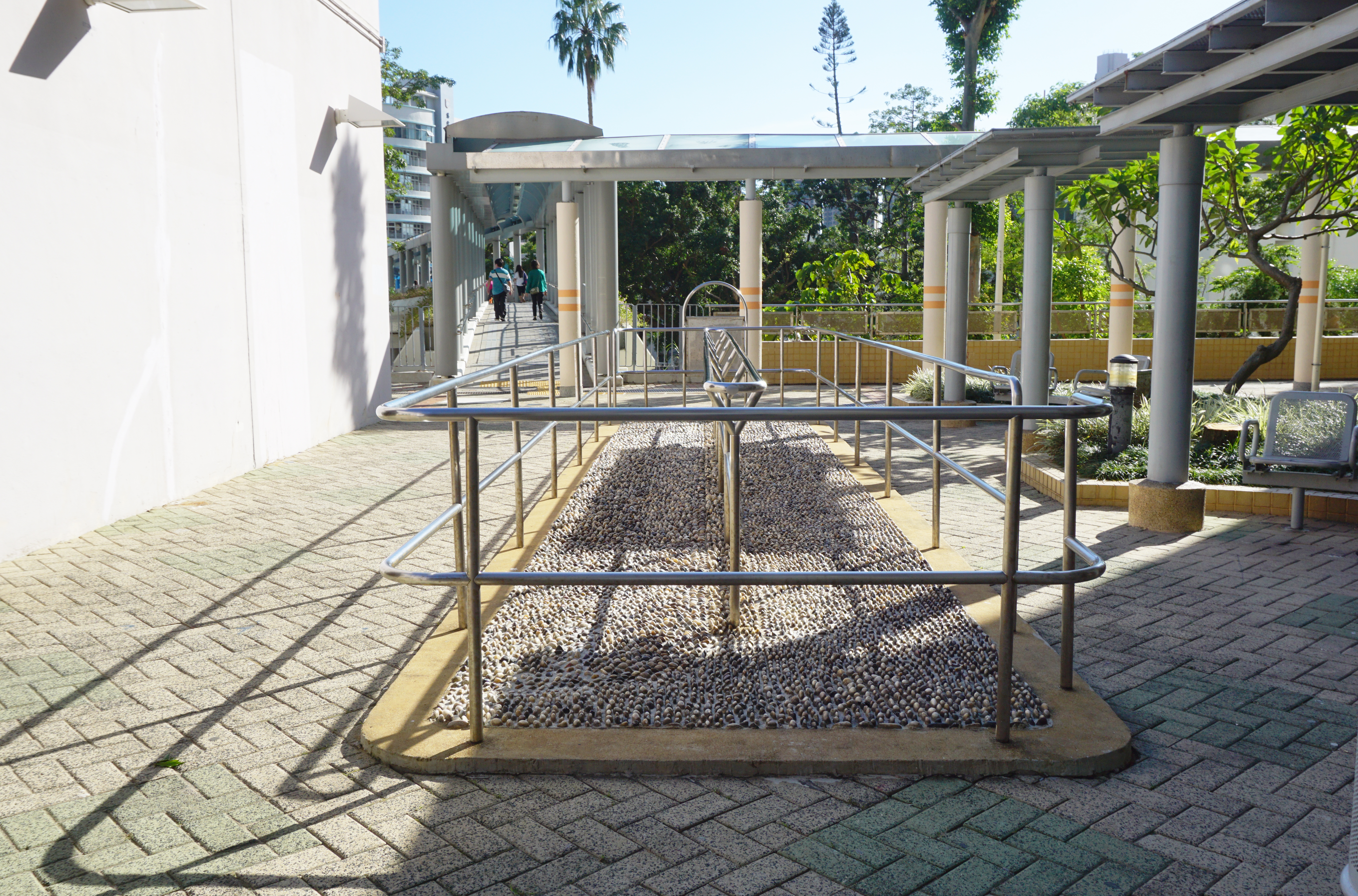
卵石路步行徑

## 屋邨資料

### 樓宇
| 樓宇名稱（座號） | 樓宇類型                    | 落成年份 | 層數 | 每層伙數 | 每座單位總數（伙） | 提供升降機的廠商 | 原訂樓宇名稱（座號） |
| ---------------- | --------------------------- | -------- | ---- | -------- | ------------------ | ---------------- | -------------------- |
| 康健樓（E座）    | 新十字型 （1999年改良版本） | 2002年   | 40   | 10       | 400                | 三菱             | 安民閣（慈安苑C座）  |
| 康秀樓（F座）    | 新十字型 （1999年改良版本） | 2002年   | 40   | 10       | 400                | 三菱             | 安喜閣（慈安苑D座）  |
| 康德樓（G座）    | 新十字型 （1999年改良版本） | 2002年   | 40   | 10       | 400                | 三菱             | 安宜閣（慈安苑E座）  |
| 康潤樓（H座）    | 新十字型 （1999年改良版本） | 2002年   | 40   | 10       | 400                | 三菱             | 安基閣（慈安苑F座）  |
| 康添樓（I座）    | 新十字型 （1999年改良版本） | 2002年   | 40   | 10       | 400                | 三菱             | 安佳閣（慈安苑G座）  |

### 教育設施

#### 幼稚園
- 基督教中國佈道會恩恩創意幼稚園  （2002年創辦，前身為位於牛頭角上邨的恩恩幼稚園）

#### 小學
- 聖博德天主教小學（蒲崗村道） *學校村
- 慈雲山天主教小學 *學校村
- 保良局錦泰小學 *學校村
- 國際基督教優質音樂中學暨小學 *學校村

#### 中學
- 德愛中學
- 中華基督教會協和書院
- 保良局第一張永慶中學
- 救世軍卜維廉中學
- 保良局何蔭棠中學 *學校村
- 國際基督教優質音樂中學暨小學 *學校村

## 事件

### 強制檢測（新型冠狀病毒）
任何人於指明日期曾身處下列地方逾兩小時（或於指明時間），須於2021年9月12日或之前接受強制檢測：
涉及L452R變種病毒株初步確診個案曾到訪的地方
毓華街75號慈康邨康健樓（2021年8月20日至2021年9月10日）

## 外部連結
- 房委會物業位置及資料 慈康邨 （页面存档备份，存于）
- 房委會物業位置及資料 慈康邨 （页面存档备份，存于）